# سگوبیا ۳۸۲۲
سیارک ۳۸۲۲ (به انگلیسی: 3822 Segovia، نامگذاری:1988DP1) سه هزار و هشتصد و بیست و دومین سیارک کشف شده‌است که در ۲۱ فوریه ۱۹۸۸ کشف شد.
قدر مطلق سیارک برابر ۱۳٫۶۰ است.